# Marzec 2021

## 31 marca
- Napastnicy z ADF zaatakowali wioskę w Kiwu Północnym w Demokratycznej Republice Konga, zabijając co najmniej 23 cywilów. Dwóch napastników zostało zastrzelonych przez reagujące siły bezpieczeństwa[1].
- Zamach stanu w Mjanmie, Konflikty wewnętrzne w Mjanmie: Armia Niepodległości Kaczinu stwierdziła, że zaatakowała posterunek policji w okręgu Shwegu w stanie Kaczin, raniąc co najmniej jednego oficera. Dodano również, że policja jest zaangażowana w zabijanie cywilów podczas trwających protestów[2]. Ponadto Departament Stanu Stanów Zjednoczonych nakazał wszystkim dyplomatom „nie-ratunkowym” i ich rodzinom opuszczenie Mjanmy w obliczu nasilającej się przemocy w tym kraju[3].
- Na ulicach Niamey w Nigrze wybuchła strzelanina podczas próby zamachu stanu dokonanej przez nigeryjskich żołnierzy. Zamach stanu udaremniono, a sprawców aresztowano[4].
- Wojna w Donbasie: Prezydent Rosji Władimir Putin oskarżył Ukrainę o „prowokowanie do konfrontacji zbrojnej” z prorosyjskimi separatystami na rozdartym wojną wschodzie kraju. Putin stwierdził również, że Ukraina nie zastosowała się do zawieszenia broni z lipca 2020 roku, kontynuując konflikt, w którym od wybuchu w 2014 roku zginęło ponad 14 tys. osób[5].

## 30 marca
- Wojna w Afganistanie: W Dżalalabadzie w Afganistanie napastnicy zabili trzy pracownice zajmujące się szczepieniami przeciwko polio[6].
- Zamach stanu w Mjanmie: Liczba ofiar śmiertelnych od czasu rozpoczęcia protestów oficjalnie przekraczyła 500. Działacze prodemokratyczni rozpoczęli „strajk śmieci” w Rangunie, gdy grupy rebeliantów domagały się od wojska powstrzymania rozlewu krwi lub stawienia czoła odwetowi[7].
- Po upadku Palmy, która znalazła w rękach islamistycznych bojowników IS, Portugalia ogłosiła, że w najbliższych tygodniach wyśle do Mozambiku 60 żołnierzy sił specjalnych, aby szkolić lokalne siły w obliczu nasilającego się powstania[8].

## 29 marca
- Trzech żołnierzy zginęło, a siedmiu innych zostało rannych, gdy dwa posterunki wojskowe w Kafolo i Téhini na Wybrzeżu Kości Słoniowej zostały zaatakowane. Dwóch napastników zostało zabitych, a czterech kolejnych aresztowano[9].
- Zamach stanu w Mjanmie: Po eskalacji przemocy popełnionej przez birmańskie wojsko przeciwko protestującym, Stany Zjednoczone zawiesiły swoje dyplomatyczne stosunki handlowe z Mjanmą, które miały pomóc w integracji kraju z gospodarką światową[10].
- Wojna w Afganistanie: Siły Obronne Nowej Zelandii wycofały swoje wojska z Afganistanu, tym samym kończąc udział tego kraju w wojnie[11].
- Blokada Kanału Sueskiego w 2021: Uziemiony kontenerowiec Ever Given został przesunięty i odholowany na północ, umożliwiając ponowne otwarcie Kanału Sueskiego. Co najmniej 369 statków czeka na przejście przez kanał[12].

## 28 marca
- Zamach stanu w Mjanmie: Siły bezpieczeństwa Mjanmy otworzyły ogień podczas pogrzebów 114 osób zabitych dzień wcześniej, 27 marca. Armia Niepodległości Kaczinu (KIA) zaatakowała posterunek policji, co skłoniło wojsko do przeprowadzenia nalotów[13].
- Wojna w Afganistanie: Dwóch strażników zostało zabitych przez talibów przy zaporze wodnej w pobliżu Pasztun Kot w prowincji Farjab[14]. W operacji rozpoczętej przez afgańskie siły bezpieczeństwa przeciwko talibom zginęło ponad 20 cywilów[15]. Ponadto trzech policjantów zginęło w wybuchu bomby przydrożnej w prowincji Laghman oraz pięciu prorządowych bojowników zginęło w nocnym ataku na prowincję Nangarhar na wschodzie kraju[16][17].
- Jedna osoba nie żyje, 20 zostało rannych, a trzy uznano za zaginione po eksplozji w rafinerii ropy naftowej Pertamina w Indramayu w Jawie Zachodniej w Indonezji[18].
- 20 osób zostało rannych w wyniku podwójnego zamachu samobójczego przed katolicką katedrą w Makasar, Celebes Południowy, Indonezja[19].
- W wyniku kryzysu związanego z zakupem rosyjskiej szczepionki przeciwko COVID-19, do dymisji podał się premier Słowacji, Igor Matovič[20].
- Tencent Music ogłosiło, że od 31 marca 2021 roku zacznie wykupywać własne akcje o wartości do 1 miliarda dolarów w ciągu następnego roku w odpowiedzi na zaostrzenie przez amerykańską Komisję Papierów Wartościowych i Giełd standardów audytowych dla zagranicznych firm notowanych na amerykańskich giełdach[21].
- Dianne Feinstein została najdłużej urzędującym senatorem z Kalifornii, wyprzedzając Hirama Johnsona[22].

## 27 marca
- Zamach stanu w Mjanmie: Ponad 114 protestujących przeciwko zamachowi stanu zostaje zabitych przez wojsko, gdy przywódca junty Min Aung Hlaing obchodzi Dzień Sił Zbrojnych i obiecuje „chronić ludzi i dążyć do demokracji”. Protesty wybuchły w całym kraju pomimo ostrzeżeń w telewizji państwowej, że protestującym można „strzelić w głowę i plecy”[23][24].
- Co najmniej 18 osób zginęło, a 24 innych zostało rannych, gdy zawalił się kompleks mieszkalny w Kairze w Egipcie[25].
- W czwartym dniu oblężenia Palmy w Mozambiku bojownicy powiązani z IS zabili kilka osób. Miejscowi cywile ginęli na ulicach i budynkach; były również doniesienia o ścinaniu głów. Mężczyzna z RPA i obywatel Wielkiej Brytanii zostali zamordowani po ataku na hotel i konwój ewakuacyjny; podejrzewa się również, że zginęli inni cudzoziemcy. Co najmniej 21 żołnierzy zostaje zastrzelonych w odpowiedzi na atak w hotelu[26][27]. Według sił bezpieczeństwa islamscy bojownicy przejęli kontrolę nad Palmą po tym, jak liczebne siły rządowe wycofały się z miasta[28].
- W wyniku rozbicia się helikoptera Eurocopter AS350B3 o lodowiec w pobliżu Anchorage na Alasce, zginęło pięć osób, w tym czeski miliarder Petr Kellner. Jeden członek załogi przeżył i trafił do szpitala[29].
- Trzy osoby zginęły, a cztery zostały ranne w ataku bombowym (samochód pułapka) w prowincji Kandahar w Afganistanie[30].
- Jedna osoba została zabita, a sześć innych zostało rannych podczas masowego ataku nożem w bibliotece publicznej w North Vancouver, Kolumbia Brytyjska, Kanada[31].
- Tysiące kobiet protestowało w Stambule przeciwko decyzji prezydenta Turcji Recepa Tayyipa Erdoğana o wycofaniu się z Konwencji Stambulskiej[32].
- Chiny i Iran podpisały 25-letnią umowę o współpracy podczas transmitowanej na żywo ceremonii w Teheranie, po dwudniowej wizycie państwowej chińskiego ministra spraw zagranicznych Wang Yi. Oczekuje się, że porozumienie znacznie zwiększy chińskie inwestycje w Iranie, zwłaszcza w sektorach energii i infrastruktury[33].

## 26 marca
- Co najmniej 19 osób zginęło, a 185 zostało rannych po zderzeniu dwóch pociągów koło miasta Sauhadż w Egipcie. W pierwszym pociągu pasażerowie uruchomili hamulce awaryjne; drugi pociąg jadący tym samym torem nie został zatrzymany[34].
- Co najmniej cztery osoby zginęły w Ćottogram w Bangladeszu po tym, jak policja otworzyła ogień do protestujących podczas demonstracji przeciwko wizycie premiera Indii Narendry Modi[35].
- Wojna w Donbasie: Czterech ukraińskich żołnierzy zginęło, a dwóch zostało rannych w ataku rakietowym separatystów na pozycje wojskowe w obwodzie donieckim. Jest to największa liczba ofiar śmiertelnych w wyniku pojedynczego ataku sił ukraińskich od 2019 roku[36].
- W wyniku wybuchu samochodu pułapki przed ratuszem w mieście Corinto, Cauca w Kolumbii zostało rannych 43 osób. Atak był przypisywany terroryzmowi związanemu z handlem narkotykami[37].
- Blokada Kanału Sueskiego w 2021: Władze Kanału Sueskiego przyjęły ofertę Marynarki Wojennej Stanów Zjednoczonych, aby rozmieścić zespół ekspertów ds. pogłębiania, aby pomóc w usunięciu kontenerowca Ever Given[38].
- Metro w Bukareszcie przestało działać w wyniku strajku związków zawodowych metra. Rząd i Metrorex potępiają strajk jako nielegalny[39].

## 25 marca
- Oficjalna liczba ofiar śmiertelnych z powodu największych burz śnieżnych, które nawiedziły Teksas i spowodowały w zeszłym miesiącu przerwy w dostawie energii w całym stanie, wzrosła do co najmniej 111, czyli ponad dwukrotnie więcej niż poprzednio informowano. Uważa się również, że burza może stać się najbardziej kosztowną katastrofą pogodową w historii stanu[40].
- Prezydent Joe Biden ostrzegł, że USA nie dotrzyma terminu 1 maja na wycofanie sił zbrojnych z Afganistanu. Powiedział jednak, że jest mało prawdopodobne, aby wojska pozostały w kraju w przyszłym roku[41].
- Bundestag zatwierdził nowy mandat, który zezwala Niemcom na dalsze stacjonowanie do 1300 żołnierzy Bundeswehry w Afganistanie do 31 stycznia 2022 roku[42].
- Zamach stanu w Mjanmie: Stany Zjednoczone i Wielka Brytania nałożyły sankcje na birmańskie konglomeraty Myanma Economic Holdings i Myanmar Economic Corporation, powołując się na represje i naruszenia praw człowieka popełnione przez juntę wojskową od czasu przejęcia władzy 1 lutego 2021 roku[43].
- Blokada Kanału Sueskiego w 2021: Władze Kanału Sueskiego wstrzymały żeglugę przez Kanał Sueski do czasu, gdy uziemiony kontenerowiec Ever Given zostanie przesunięty i przeprawa będzie możliwa[44].
- Przeprojektowany banknot 50 funtów z 2021 roku, z brytyjskim matematykiem Alanem Turingiem na rewersie, został oficjalnie zaprezentowany przez Bank Anglii. Wejdzie do obiegu 23 czerwca tegoż roku, w urodziny Turinga[45].
- Daniel Risch został wybrany premierem Liechtensteinu[46].

## 24 marca
- Co najmniej 10 osób zginęło podczas ataków na dwie wioski w regionie Tillabéri w Nigrze[47].
- Pandemia COVID-19: Według stanu na 24 marca liczba potwierdzonych zachorowań na całym świecie przekroczyła 125 milionów osób, zaś liczba potwierdzonych zgonów to ok. 2,8 miliona[48]. Liczba oficjalnie potwierdzonych zgonów w Polsce przekroczyła 50 tys. przy ponad 2,1 mln wykrytych zakażeń[49], tego dnia w Polsce poinformowano o 575 zgonach i prawie 30 tys. zakażeń dziennie[49][50].
- Mahmoud al-Werfalli, dowódca lojalny wobec Chalify Haftara, został zabity wraz ze swoim kuzynem po tym, jak nieznani napastnicy otworzyli ogień do ich pojazdu w Bengazi w Libii[51].
- Blokada Kanału Sueskiego w 2021: Kanał Sueski pozostawał zablokowany przez drugi dzień z rzędu po tym, jak kontenerowiec Ever Given utknął podczas burzy piaskowej. Władze Kanału Sueskiego stwierdziły, że holowniki nadal próbowały przesunąć ważący 220 tys. ton okręt, ponieważ ponad 100 innych statków towarowych czeka na przepłynięcie[52].
- Papież Franciszek wydał dekret obniżający pensje kardynałów i innych urzędników o 10%, biorąc pod uwagę fakt, że Watykan przewiduje deficyt finansowy w wysokości 50 mln euro w 2021 roku[53].
- Wirginia stała się 23. stanem USA, który zniósł karę śmierci oraz pierwszym stanem południowym, który to zrobił[54].

## 23 marca
- Co najmniej pięciu pracowników ochrony i kierowca zginęli w wyniku ataku Naksalitów na autobus za pomocą IED, gdy przejeżdżał przez most nad przepustem w Chhattisgarh w Indiach. Jest to największy jak dotąd atak Naksalitów w tym regionie[55].
- W zamachu bombowym w Ćamanie w Beludżystanie w Pakistanie, niedaleko granicy z Afganistanem, zginęły trzy osoby, a 13 innych zostało rannych. Organizacja Tehrik-i-Taliban Pakistan przyznała się do ataku[56].
- Prezydent Afganistanu Ashraf Ghani odrzucił plany pokojowe Stanów Zjednoczonych, jednak stwierdził, że jest otwarty na nowe wybory prezydenckie za sześć miesięcy[57].
- W wyborach prezydenckich w Republice Konga, zwyciężył urzędujący od 36 lat prezydent Denis Sassou-Nguesso, z wynikiem 88,57% głosów[58].
- Zamach stanu w Mjanmie: Podczas konferencji prasowej w Naypyidaw Tatmadaw ponownie bronił narzucenia władzy junty i twierdził, że usunięta przywódczyni Aung San Suu Kyi była skorumpowana, co jest równoznaczne z korupcją. Nie przedstawiono żadnych dowodów na poparcie tych zarzutów poza nagranymi zeznaniami byłego wpółpracownika Aung San Suu Kyi, Phyo Min Thein, który jest przetrzymywany przez wojsko od początku zamachu stanu[59].
- Dochodzenie w sprawie pożaru w 2020 roku, który zniszczył 56 388 akrów w północnej Kalifornii, wykazało, że pożar rozpoczął się w momencie, gdy sosna szara spadła na linie energetyczne należące do Pacific Gas and Electric Company[60][61].
- Kanał Sueski został zablokowany w obu kierunkach po tym, jak kontenerowiec Ever Given pod banderą Panamy osiadł na mieliźnie na północ od egipskiego portu w Suezie[62].

## 22 marca
- Liczba ofiar śmiertelnych w wyniku nalotów na region Tahoua w Nigrze wzrosła do co najmniej 60 osób. Urzędnik bezpieczeństwa obwinił Państwo Islamskie za ataki na niestabilny region, w którym odnotowano wzrost tego rodzaju ataków w ostatnich miesiącach[63].
- Co najmniej 15 osób zginęło, 550 zostało rannych, 400 uznano za zaginione, a 45 tys. osób zostało bezdomnych w wyniku ogromnego pożaru w obozie dla uchodźców Rohingja w Koks Badźar w Ćottogram w Bangladeszu[64][65].
- Dziewięciu cywilów (i policjant) zginęło podczas masowej strzelaniny w supermarkecie King Soopers w Boulder w stanie Kolorado w Stanach Zjednoczonych. Podejrzany został aresztowany[66].
- Mężczyzna zdetonował bombę w budynku rządowym w Kantonie w Chinach, zabijając cztery osoby i siebie, a także raniąc pięć innych[67].
- Pięć osób zginęło w wyniku paniki na stadionie w Dar es Salaam w Tanzanii, gdzie setki ludzi oddawało ostatni szacunek prezydentowi Johnowi Magufuli, który zmarł 17 marca tegoż roku[68].
- Dwa tajwańskie myśliwce F-5E zderzyły się ze sobą podczas ćwiczeń, w wyniku czego jeden pilot zginął, a drugiego uznano za zaginionego[69].
- Arabia Saudyjska zaproponował zawieszenie broni w Jemenie, aby zakończyć konflikt przeciwko ruchowi Huti[70].
- W wyniku choroby COVID-19, dzień po wyborach, zmarł główny kandydat opozycji na urząd prezydenta Konga, Guy Brice Parfait Kolélas[71].

## 21 marca
- Bojownicy powiązani z Państwem Islamskim zabili 22 cywili w serii nalotów na trzy wioski w regionie Tahoua w Nigrze[72].
- Co najmniej siedmiu cywilów zginęło, a 16 zostało rannych w nalocie rządu syryjskiego na szpital w Atarib w prowincji Aleppo[73].
- Według tureckiego Ministerstwa Obrony Narodowej rosyjskie odrzutowce dokonały ataku na obiekty gazowe w mieście Sarmada w prowincji Idlib, niedaleko granicy z Turcją. Z kolei w miasto Kah uderzono pociskiem ziemia-ziemia. Turcja stwierdziła, że wysłała oświadczenie do Rosji, prosząc o natychmiastowe zaprzestanie ataków[74].
- Sekretarz obrony USA Lloyd Austin ma zamiar udać się z niezapowiedzianą podróżą do Afganistanu przed terminem 1 maja 2021 roku celem wycofania wojsk amerykańskich z tego kraju[75].

## 20 marca
- Trzęsienie ziemi o sile 7,2 w skali Richtera uderzyło u wybrzeży prefektury Miyagi w Japonii, powodując fale tsunami dochodzące do 1 m. Jedna osoba została ranna, a 7 tys. osób z miasta Watari zostało ewakuowanych. Według USGS epicentrum trzęsienia miało miejsce 34 km na wschód od nadmorskiego miasta Ishinomaki, natomiast hipocentrum było na głębokości 60 km. Wstrząsy były odczuwalne w Tokio. Jako środek ostrożności, Tohoku Electric Power wyłączyło elektrownię jądrową Onagawa, z kolei Tokyo Electric Power Company sprawdziło stan elektrowni jądrowej Fukushima Daiichi, która została nawiedzona przez potężne trzęsienie ziemi i tsunami z 11 marca 2011 roku[76][77].
- Australijski stan Nowa Południowa Walia został nawiedzony przez burzę, powodując powodzie w różnych miastach i częściach Sydney[78].
- Watykan ogłosił, że papież Franciszek wyznaczył archidiecezję Quito w Ekwadorze na gospodarza Międzynarodowego Kongresu Eucharystycznego w 2024 roku[79].

## 19 marca
- W wyniku ataku drona Ruchu Huti na rafinerię ropy naftowej Saudi Aramco w stolicy kraju Rijadzie doszło do wybuchu dużego pożaru. Wspierani przez Iran Huti stwierdzili, że wystrzelili sześć dronów w obiekt Saudi Aramco i zamierzają kontynuować operacje przeciwko Arabii Saudyjskiej tak długo, jak będzie trwała agresja na Jemen[80].
- Izba Reprezentantów Stanów Zjednoczonych przegłosowała 398–14 za rezolucją potępiającą przewrót wojskowy w Mjanmie[81].
- Według Urzędu Meteorologicznego Islandii po godz. 20.45 czasu miejscowego w Reykjanes w południowo-zachodniej części kraju wybuchł wulkan Fagradalsfjall. Erupcja nastąpiła po 40 tys. trzęsień ziemi wykrytych w ostatnim miesiącu. Cały ruch lotniczy został uziemiony na pobliskim międzynarodowym lotnisku Keflavík[82][83].

## 18 marca
- W napadzie na konwój policyjny w Coatepec Harinas w stanie Meksyk zginęło ośmiu policjantów i pięciu śledczych. Jest to najbardziej krwawy atak na organy ścigania w kraju od października 2019 roku. Do poszukiwania zabójców została wysłana Gwardia Narodowa[84].
- Hiszpański Kongres Deputowanych przegłosował 202–141–2 ostatecznie zatwierdzenie legalizacji eutanazji i wspomaganego samobójstwa osób z poważnymi i nieuleczalnymi chorobami, które chcą zakończyć swoje życie. W wyniku tego Hiszpania została czwartym krajem w Unii Europejskiej, który to uczynił[85].
- Laureatami Nagrody Abela zostali László Lovász i Awi Wigderson[86].

## 17 marca
- Co najmniej 33 żołnierzy zginęło, a 14 innych zostało rannych w ataku na posterunek wojskowy w Gao we wschodnim Mali[87].
- Zamach stanu w Mjanmie: Prawie 200 cywilów, głównie katolików, zostało zmuszonych do ucieczki ze swoich wiosek z powodu wznowienia walk między wojskiem a Armia Niepodległości Kaczinu (KIA) w dotkniętym konfliktem stanie Kaczin w Mjanmie[88].
- Międzynarodowa Agencja Energii Atomowej ujawniła, że z naruszeniem porozumienia między Iranem a innymi mocarstwami światowymi, Iran wznowił wzbogacanie uranu w swoim podziemnym zakładzie w Natanz za pomocą trzeciego zestawu zaawansowanych wirówek jądrowych[89].
- Sąd rejonowy w Sapporo orzekł, że zakaz małżeństw osób tej samej płci jest niezgodny z konstytucją Japonii[90].
- Po śmierci prezydenta Tanzanii, Johna Magufuliego, urząd objęła dotychczasowa wiceprezydent, Samia Suluhu[91].

## 16 marca
- Co najmniej 58 cywilów zginęło w wyniku ataku na konwój powracający z targu i ataku na pobliską wioskę w departamencie Tillabéri w Nigrze[92].
- Protestujący dokonali szturmu na Pałac Prezydencki w Adenie w Jemenie, wściekli z powodu braku usług i złych warunków życia[93].
- Osiem kobiet zginęło, a jedna została ranna podczas strzelaniny w pobliżu Atlanty w stanie Georgia w Stanach Zjednoczonych[94].
- Zamach stanu w Mjanmie: Tysiące mieszkańców uciekło z miasta Hlaingthaya w zachodnim Rangunie w obawie przed masakrą dokonaną przez wojsko po ogłoszeniu stanu wojennego na przedmieściach przemysłowych[95].
- Premier Boris Johnson zapowiedział, że brytyjski arsenał broni jądrowej wzrośnie ze 180 do 260 głowic, a Wielka Brytania przekieruje swoją politykę zagraniczną na region Indo-Pacyfiku, pozostając przy tym zaangażowana w NATO. Rosja jest wskazywana jako „najpoważniejsze zagrożenie” dla brytyjskiego bezpieczeństwa[96].
- Israel Antiquities Authority odnalazło fragmenty zwojów znad Morza Martwego w Cave of Horror, które prawdopodobnie zostały ukryte podczas żydowskiej rewolty przeciwko Rzymowi 1900 lat temu. Ponadto odnaleziono 10,500-letni koszyk pleciony wykonany z plecionej trzciny[97][98].

## 15 marca
- Zamach stanu w Mjanmie: 20 protestujących przeciwko zamachowi stanu zostaje zastrzelonych przez żołnierzy[99]. Do tej pory podczas protestów zginęło co najmniej 184 osoby, a co najmniej 1700 zostało zatrzymanych[100][101]. Ponadto junta wojskowa poszerzyła przepisy stanu wojennego w Mjanmie, co jest postrzegane jako próba legitymizacji gwałtownego sprzeciwu wobec protestujących przeciwko zamachowi stanu[102].
- Co najmniej 15 cywilów zostało zabitych podczas masowego ataku nożem w mieście Beni w Kiwu Północnym w Demokratycznej Republice Konga. Podejrzewa się, że za atakiem stoi Sojusz Sił Demokratycznych[103].
- Trzy osoby zginęły, a jedna została ranna wyniku rozbicia się małego samolotu w Pembroke Pines na Florydzie w USA[104].
- Senat Stanów Zjednoczonych przegłosował 51–40, wybór reprezentantki USA Deb Haaland na sekretarza zasobów wewnętrznych, co czyni ją pierwszą rdzenną Amerykanką na czele departamentu. Haaland jest zarejestrowanym członkiem Laguna Pueblo[105][106].
- Kongregacja Nauki Wiary, organ watykański odpowiedzialny za promulgowanie doktryny katolickiej, zarządził, że księża nie mogą błogosławić związków lub małżeństw osób tej samej płci, nazywając takie błogosławieństwo „niedozwolonym”[107].
- Portugalski Trybunał Konstytucyjny odrzucił ustawę legalizującą samobójstwo wspomagane dla nieuleczalnie chorych pacjentów jako niezgodną z konstytucją[108].
- Brytyjski producent czekolady Thorntons zapowiedział trwałe zamknięcie wszystkich 61 sklepów, co spowoduje utratę około 600 miejsc pracy, kończąc tym samym swoją 110-letnią obecność na głównych ulicach. Firma stwierdziła, że została masowo dotknięta przez blokady w wyniku pandemii i dodaje, że warunki na głównych ulicach są zbyt trudne, aby kontynuować sprzedaż. Firma będzie kontynuować sprzedaż za pośrednictwem supermarketów oraz internetu[109].

## 14 marca
- Siły bezpieczeństwa zabiły co najmniej 39 protestujących przeciwko zamachowi stanu w kilku miastach, w tym 22 w Rangunie. Zginął również jeden policjant. Cywilny wiceprezydent, Mahn Win Khaing Than, powiedział, że zostaną uchwalone przepisy, które „dadzą ludziom prawo do obrony przed wojskiem” i wezwał do „rewolucji” w celu obalenia junty. Tymczasem rzecznik junty określił protestujących jako „przestępców”, a następnie odmówił dalszych komentarzy[110]. Ponadto uzbrojeni ludzie zaatakowali 10 chińskich fabryk i hotel w Rangunie, w wyniku czego kilku obywateli Chin zostało rannych. Według protestujących Chiny wspierały birmańską armię[111].
- W Los Angeles odbyła się 63. ceremonia rozdania nagród Grammy[112].

## 13 marca
- 12 osób zginęło po tym, jak żołnierze otworzyli ogień do protestujących w miastach Mandalaj, Rangun i Pyain w Mjanmie. Wśród zabitych było 13-letnie dziecko, które było wówczas najmłodszą ofiarą zamieszek[113].
- W wyniku zamachu samochodowego w pobliżu komisariatu policji w prowincji Herat w Afganistanie zginęło co najmniej osiem osób, a ponad 50 zostało rannych[114].
- W wyniku katastrofy Antonowa An-26 kazaskich sił zbrojnych, który rozbił się w Ałmaty, zginęło czterech członków załogi oraz dwie osoby zostały ranne[115].
- Pandemia COVID-19: Według stanu na 14 marca liczba potwierdzonych zachorowań na całym świecie przekroczyła 120 milionów osób, zaś liczba zgonów to ok. 2,7 miliona[116].
- Po ponownej premierze w Chinach film Avatar (2009) odzyskał tytuł najbardziej dochodowego filmu wszech czasów, pokonując Avengers: Koniec gry (zarobił 2,797 mld dolarów). W ciągu weekendu Avatar zarobił ok. 21,1 mln dolarów (137,3 mln yuanów), w wyniku czego jego wynik wzrósł do 2,811 mld dolarów[117][118].

## 12 marca
- 39 uczniów i kilku pracowników zostało porwanych przez grupę bandytów ze szkoły w stanie Kaduna w Nigerii[119].
- Sąd wyższej instancji w Hongkongu po raz drugi odmówił zwolnienia za kaucją 11 z 47 oskarżonych, powołując się na zagrożenie dla bezpieczeństwa narodowego. Wśród tych, którym ponownie odmówiono zwolnienia za kaucją, są prominentni działacze i politycy, tacy jak Leung Kwok-hung, Claudia Mo, Jimmy Sham, Lester Shum i Fergus Leung. Pozostali oskarżeni wycofali wniosek o zwolnienie za kaucją lub pozostają w areszcie w innych okolicznościach[120].
- W wywiadzie dla greckiej gazety Ta Nea, brytyjski premier Boris Johnson stwierdził, że Wielka Brytania jest prawowitym i prawnym właścicielem historycznych 2500-letnich Marmurów Elgina, mimo usilnych wezwań do zwrotu marmurów Grecji[121].

## 11 marca
- Co najmniej 20 osób zginęło, a 24 zostały ranne w pożarze w fabryce odzieży w Kairze w Egipcie[122].
- 12 demonstrantów zostało zabitych, gdy siły bezpieczeństwa otworzyły ogień do protestujących przeciwko zamachowi stanu w Mjanmie[123].
- Bojownicy napadli na szkołę w Zamfara, zabijając jedną osobę podczas próby masowego porwania. Gdy porwanie się nie powiodło, napastnicy uciekli i zaczęli strzelać na ulicach, zabijając kolejnych 12 osób. To drugi atak na szkołę w Zamfara w ciągu dwóch tygodni[124].
- Prezydent USA Joe Biden podpisał ustawę o pomocy w wysokości 1,9 biliona dolarów[125].

## 10 marca
- Autobus wiozący 66 pielgrzymów wpada do wąwozu na wyspie Jawa w Indonezji, w wyniku czego zginęło co najmniej 27 osób[126].
- Siły zbrojne Kolumbii zabiły 12 osób podczas operacji w Departamencie Guaviare przeciwko grupie kierowanej przez byłego przywódcę FARC. Minister obrony Diego Molano Aponte stwierdził, że w obozie były dzieci żołnierze, jednak nie powiedział, czy zginęły oraz nie podał ich wieku[127].
- Senat Stanów Zjednoczonych przegłosował 70-30 wybór Merricka Garlanda na prokuratora generalnego USA[128].
- Izba Reprezentantów Stanów Zjednoczonych głosowała 220-211 za przyjęciem ustawy o planie ratunkowym o wartości 1,9 biliona dolarów w 2021 roku. Przedłuża ona cotygodniowe wypłaty świadczeń dla bezrobotnych w wysokości 300 dolarów do września, wysyła czeki na 1400 dolarów do osób fizycznych i finansuje inne programy pomocy na rzecz zwalczania skutków epidemii koronawirusa dla stanów i firm. Ustawa zostanie przedłożona do podpisu Prezydentowi Joe Bidenowi[129][130].
- Nocny pożar na farmie serwerów OVHcloud w Strasburgu zniszczył centrum danych i uszkodził inne, powodując odłączenie milionów witryn .fr we Francji, w tym witryny rządowe, banki, sklepy internetowe i serwisy informacyjne[131].

## 9 marca
- Co najmniej 39 osób zginęło, a 165 zostało uratowanych, po tym jak dwie łodzie zatonęły u wybrzeży Tunezji, próbując dotrzeć do Lampedusy we Włoszech[132].
- Núria Calduch jest pierwszą kobietą, która została Sekretarzem Papieskiej Komisji Biblijnej powołanej przez Papieża Franciszka[133].
- Chińska Narodowa Agencja Kosmiczna i Roskosmos podpisały protokół ustaleń w celu ustanowienia wspólnej księżycowej stacji kosmicznej. Dyrektor generalny Roskosmosu Dmitrij Rogozin powiedział, że stacja kosmiczna będzie „kompleksem eksperymentalnych obiektów badawczych utworzonych na powierzchni lub na orbicie Księżyca” i będzie dostępna do użytku przez „partnerów międzynarodowych”[134].

## 8 marca
- Dwóch mężczyzn zginęło, a trzech zostało rannych w mieście Myitkyina, gdy siły bezpieczeństwa otworzyły ogień do ludzi protestujących przeciwko zamachowi stanu w Mjanmie[135].
- Wiele osób zostało rannych w wyniku przypadkowej detonacji domowej bomby w Newaygo High School w Newaygo w stanie Michigan w Stanach Zjednoczonych[136].
- Sąd w Senegalu zwolnił lidera opozycji Ousmane Sonko za kaucją, po wielu dniach protestów, które miały miejsce po jego aresztowaniu. Podczas protestów zginęło osiem osób[137].
- Cypr, Grecja i Izrael podpisały umowę o budowie największego i najgłębiej położonego podmorskiego kabla zasilającego na świecie, który połączy sieci energetyczne trzech krajów śródziemnomorskich za ok. 900 milionów dolarów. Projekt ma zostać ukończony do 2024 roku[138].
- Rada Administracji Państwowej Mjanmy cofnęła licencję pięciu firmom medialnym: Myanmar Now, Khit Thit Media, Democratic Voice of Birma (DVB), Mizzima i 7Day, w związku z zajmowaniem się protestami przeciwko zamachowi stanu[139].

## 7 marca
- 108 osób zginęło, a ponad 615 zostało rannych w serii eksplozji w miejscowości Bata w Gwinei Równikowej. Podejrzewano, że przyczyną było zaniedbanie związane z użyciem dynamitu w lokalnych koszarach wojskowych. Niemal wszystkie budynki w mieście zostały poważnie uszkodzone[140].
- W ośrodku dla migrantów w Sanie w Jemenie doszło do pożaru, w wyniku którego zginęło co najmniej osiem osób, a ponad 170 zostało rannych[141].
- Dziewięciu aktywistów zginęło podczas nalotów policyjnych na północnych Filipinach dwa dni po tym, jak prezydent Rodrigo Duterte nakazał siłom rządowym zabicie komunistów w tym kraju[142].
- Trzech palestyńskich rybaków ginie w eksplozji u wybrzeży Gazy. Wybuch jest spowodowany nieokreśloną bronią, prawdopodobnie rakietą[143].
- Co najmniej jedna osoba zginęła, a 40 zostało rannych w wyniku wykolejenia się pociągu w Sindh w Pakistanie[144].
- Zakończyły się, rozgrywane w niemieckim Oberstdorfie, mistrzostwa świata w narciarstwie klasycznym[145].
- Zakończyły się, rozgrywane w Toruniu, halowe mistrzostwa Europy w lekkoatletyce[146].
- Zakończyły się, rozgrywane w Dordrechcie, mistrzostwa świata w short tracku[147].

## 6 marca
- Według źródeł wojskowych w walkach między siłami Huti a prorządowymi oddziałami w prowincji Maʼrib w Jemenie zginęło co najmniej 90 osób w ciągu ostatnich 24 godzin[148].
- Senat Stanów Zjednoczonych głosował 50–49 za przyjęciem pakietu pomocy prezydenta Joego Bidena w wysokości 1,9 biliona dolarów po 24h debaty i sesji głosowania nad ustawą. Zmienione przepisy powrócą do Izby Reprezentantów Stanów Zjednoczonych w celu ostatecznego głosowania[149].

## 5 marca
- Co najmniej 20 osób zginęło, a 30 zostało rannych w wyniku zamachu samobójczego przed restauracją w pobliżu portu w Mogadiszu[150].
- W wyniku zderzenia minibusa i ciężarówki z przyczepą na autostradzie w pobliżu Atfih w środkowym Egipcie zginęło 18 osób, a pięć innych zostało rannych. Kierowca ciężarówki został zatrzymany[151].
- Co najmniej siedmiu żołnierzy zostało zabitych po tym, jak bojownicy Asz-Szabab zaatakowali więzienie w Boosaaso w Puntland w Somalii. Zostało uwolnionych ponad 400 więźniów, z których większość to bojownicy Asz-Szabab[152].
- W Senegalu podczas trwających protestów przeciwko aresztowaniu przywódcy opozycji Ousmane Sonko zginęły kolejne trzy osoby, zwiększając liczbę ofiar śmiertelnych do czterech[153].
- Jedna osoba została zabita, a 11 zostało rannych, gdy rakiety uderzyły w rafinerię ropy naftowej w pobliżu Al-Bab i Dżarabulus w Syrii[154].
- Rozpoczęła się sesja Ogólnochińskiego Zgromadzenia Przedstawicieli Ludowych Chińskiej Republiki Ludowej. Pierwszego dnia wiceprzewodniczący zgromadzenia Wang Chen zapowiedział dalsze ograniczenia autonomii Hongkongu i tamtejszej demokracji przez zmiany w procesie wyborczym do Rady Legislacyjnej Hongkongu i Komitetu Elektorów[155][156].
- Sąd administracyjny w Kolonii tymczasowo zakazał Federalnemu Urzędowi Ochrony Konstytucji inwigilacji partii Alternatywa dla Niemiec (AfD), orzekając, że ogłoszenie BfV sprzed dwóch dni o prowadzeniu obserwacji partii, naruszyło porozumienie zachowania klauzuli tajności nadzoru. Sąd stwierdził, że BfV będzie musiało zaczekać do rozstrzygnięcia pozwu wniesionego przez AfD w tej sprawie, zanim będzie mógł kontynuować inwigilację[157].
- Trzęsienie ziemi o sile 8,1 w skali Richtera uderzyło u wybrzeży Wyspy Północnej w Nowej Zelandii; początkowo wydano ostrzeżenie przed tsunami. Trzęsienie było poprzedzone wstrząsem wstępnym o sile 7,4, a po nim wystąpił wstrząs wtórny o sile 6,1[158][159].
- Niemiecki rząd osiągnął porozumienie z dostawcami energii, aby zrekompensować im do 2,4 mld euro straty w dochodach związanej z wycofywaniem się z energetyki jądrowej, kończąc lata sporów[160].
- Papież Franciszek przybył do Bagdadu i tym samym stał się pierwszym papieżem, który odwiedził Irak[161].

## 4 marca
- 20 osób zostało zabitych, a inne obawiały się śmierci po tym, jak przemytnicy celowo wyrzucili 80 migrantów za burtę podczas podróży z Dżibuti do Jemenu[162].
- W katastrofie helikoptera wojskowego Eurocopter AS532 Cougar w prowincji Bitlis w Turcji zginęło 11 żołnierzy, a dwóch zostało rannych[163].
- Policja w Bignonie w Senegalu otworzyła ogień do grupy ludzi demonstrujących przeciwko aresztowaniu przywódcy opozycji Ousmane Sonko. Zginął jeden protestujący[164].
- Po godz. 1 w nocy czasu lokalnego miało miejsce trzęsienie ziemi o magnitudzie 7,3 u wybrzeży Nowej Zelandii. Epicentrum wstrząsów znajdowało się 414 km na wschód od największego miasta, Auckland, natomiast hipocentrum znajdowało się na głębokości 10 km. Wydano ostrzeżenie przed tsunami, które może pojawić się w promieniu 300 km od epicentrum wstrząsów[165][166].
- Odsłonięto Pomnik Jana Zachwatowicza w Warszawie[167].

## 3 marca
- 38 demonstrantów zostało zastrzelonych przez wojsko i policję, a 30 osób zostało rannych, ponieważ protesty przeciwko zamachowi stanu z 1 lutego trwają w całym kraju. Na spotkaniu państw ASEAN wezwano do powstrzymania sił bezpieczeństwa, ale nie udało się jednogłośnie wezwać do uwolnienia obalonej przywódczyni Aung San Suu Kyi[168].
- 10 osób zginęło w katastrofie lotniczej w stanie Jonglei w Sudanie Południowym[169].
- Bojownicy ADF zabili 8 cywilów podczas strzelaniny na targu w mieście Mambelenga w Demokratycznej Republice Konga. Ataki ADF nasiliły się, od początku roku zginęło ponad 140 osób[170].
- Na cmentarzu znaleziono ciała czterech Filipińczyków, Austriaka i Czecha, wszystkich naftowców, którzy zostali porwani, a następnie zamordowani w Libii w 2015 roku przez terrorystów z Państwa Islamskiego[171].
- Siedem osób zostało rannych, z czego trzy są w stanie krytycznym, po ataku mężczyzny z siekierą w Vetlanda w Szwecji. Władze potraktowały incydent jako atak terrorystyczny. Sprawca, dwudziestokilkuletni mężczyzna został postrzelony przez policję i aresztowany[172].
- Pandemia COVID-19: Według stanu na 3 marca liczba potwierdzonych zachorowań na całym świecie przekroczyła 115 milionów osób, zaś liczba zgonów to ok. 2,6 miliona[173].
- Niemiecka agencja wywiadowcza Federalny Urząd Ochrony Konstytucji formalnie poddał inwigilacji skrajnie prawicową partię opozycyjną Alternatywa dla Niemiec, zarzucając jej dążenie do obalenia konstytucji. Jest to pierwszy przypadek inwigilacji dużej partii politycznej od zakończenia II wojny światowej[174].
- Francja zakazała działalności skrajnie prawicowej grupy nacjonalistycznej Génération Identitaire. Minister spraw wewnętrznych Gérald Darmanin stwierdził, że ruch podżega do „dyskryminacji, nienawiści i przemocy”[175].
- Trzęsienie ziemi o sile 6,3 w skali Richtera uderzyło w środkową Grecję i było odczuwalne w Macedonii Północnej, Albanii, Czarnogórze i Kosowie. Epicentrum wstrząsu było ok. 22 km na północny zachód od Larisy, 350 km na północ od Aten; hipocentrum znalazło się na głębokości 8 km. Większość szkód odnotowano w greckim regionie Tesalia. Co najmniej jedna osoba została ranna i co najmniej 100 budynków zostało uszkodzonych[176][177][178].

## 2 marca
- 15 osób zginęło, a 11 zostało rannych w wypadku drogowym w hrabstwie Imperial w Kalifornii w USA, w wyniku zderzenia się półciężarówki i samochodu typu SUV; W momencie wypadku w SUV-ie znajdowało się 27 osób[179].
- Siedmiu studentów zginęło w wyniku zawalenia się balustrady, co spowodowało upadek ludzi z balkonu czwartego piętra na atrium podczas apelu studenckiego na Universidad Pública de El Alto w Boliwii. Trzy osoby zostały aresztowane[180].
- Trzy pracownice mediów zostały zastrzelone w Dżalalabadzie w prowincji Nangarhar w Afganistanie. Ponadto dwie osoby zostały ranne. Talibowie zaprzeczyli jakoby brali udział w ataku[181].
- Islamska grupa terrorystyczna Asz-Szabab publicznie rozstrzelała pięć osób za rzekome „szpiegostwo” dla agencji wywiadowczych Stanów Zjednoczonych i Somalii w Jilib w środkowej Dżubie. Podobno setki ludzi zebrały się, aby obejrzeć zabójstwo[182].
- Wszystkie 279 uprowadzonych uczennic ze szkoły z internatem w stanie Zamfara w Nigerii zostało uwolnionych przez porywaczy[183].
- Doszło do erupcji wulkanu Sinabung na Sumatrze w Indonezji, w wyniku czego popiół został wyrzucony w powietrze na wysokość niemal 5 km[184].

## 1 marca
- Trzech członków panamskiego korpusu dyplomatycznego w Kolumbii zginęło w wyniku wylania rzeki Río Frío[185].
- Dwóch pracowników zostało zadźganych na śmierć podczas incydentu wzięcia zakładników w budynku mieszkalnym w Onești w Rumunii. Napastnik, ponad 60-letni mężczyzna, toczył 12-letni spór z firmą prowadzącą budynek, której był byłym właścicielem[186].
- W rejonie Andole Mountain w regencji Poso (Celebes Środkowy) wybuchła strzelanina między armią indonezyjską a wschodnio-indonezyjskimi mudżahedinami, w wyniku której zginął jeden żołnierz i dwóch bojowników[187].
- Protestujący dokonali szturmu na budynek rządowy w Erywaniu w Armenii, żądając rezygnacji premiera Nikola Pasziniana[188].
- Były prezydent Francji Nicolas Sarkozy został skazany na trzy lata więzienia za korupcję po tym, jak został uznany za winnego próby zaoferowania pracy sędziemu w zamian za informacje o śledztwie w jego partii politycznej[189].